# Eutelia pratti
Eutelia pratti là một loài bướm đêm trong họ Noctuidae.